# Le nuove avventure di Ocean Girl
Le nuove avventure di Ocean Girl è una serie televisiva animata australiana ispirata alla serie del 1994 Ocean Girl. Viene trasmessa per la prima volta in Italia su Rai Due dal 20 luglio 2004. La sigla italiana è cantata da Gianna Chillà.

## Trama
Sul pianeta di Oceana vi erano quattro cristalli che danno la vita custoditi dalle Sacre Balene, i detentori della saggezza. Migliaia di anni fa Galiel, un mago malvagio, ha rubato uno dei cristalli e sconvolto l'equilibrio della natura. Ora la giovane ed eroica Neri, principessa di Oceana, deve cercare il cristallo e ripristinare l'equilibrio della natura.

## Doppiaggio
Il doppiaggio italiano è stato realizzato da D4, la sua direzione è stata affidata a Rino Bolognesi e i dialoghi sono stati curati da Luigi Brunamonti.
| Personaggi       | Voce Originale       | Voce Italiana     |
| ---------------- | -------------------- | ----------------- |
| Principessa Neri | Marnie Reece-Wilmore | Milvia Bonacini   |
| Principe Jobah   | Samuel Johnson       | Davide Lepore     |
| Elgar            | Marg Downey          | Paola Tedesco     |
| Galiel           | Michael Carmen       | Giorgio Favretto  |
| Moza             | Stephen Whittaker    | Massimiliano Alto |
| Neanda           | Doug Tremlett        |                   |
| Re Nemon         | Dennis Pryor         | Pino Ferrara      |
| Zardor           | Gary Files           |                   |
| Shema            | Marg Downey          |                   |
| Voce Narrante    | Sigrid Thornton      |                   |

## Episodi
1. The Return (Il ritorno di Neri)
2. Possessed (L'invasione dei posseduti)
3. Hearing The Call (La forza del richiamo)
4. A Common Bond (Neri e il mistero dei cristalli)
5. The Quest Begins (La grande sfida)
6. Neri Has The Power (Il potere di Neri)
7. The Keeper Of The Crystal (Il guardiano del cristallo)
8. The Test Of Faith (Il test del fato)
9. The Promise Is Kept (Ogni promessa è un debito)
10. The Crystal Is Returned (Il ritorno del cristallo)
11. The Crystal Or A Friend (Un amico di cristallo)
12. Secrets Of The Ancient (Un antico segreto)
13. Elgar And Moza For Dinner (Cena per due)
14. Fearless (Una principessa senza paura)
15. The Truth Is Kept Is Secret (Verità segreta)
16. Galiel Unites The Clans (I clan del terribile Galiel)
17. The Keeper Of Time (I protettori del tempo)
18. The Deepest, Darkest Chasm (Attenti alla profonda ed oscura pietra)
19. Elgar's Crystal (Il primo cristallo di Elgar)
20. That Sinking Feeling (Senso di debolezza?)
21. Moza's Time Of Reckoning (La corsa contro il tempo di Moza)
22. Queen Elgar (Elgar, regina soltanto per un giorno)
23. The Surfacing (Avventure in superficie)
24. Neanda Leads The Way (Quando Neri conobbe Neanda)
25. The Countdown (La resa dei conti)
26. The Time Has Come (Uniti si vince)